# Parking 58
Le Parking 58 était un parc de stationnement localisé à Bruxelles-Ville, sur le bloc entre la rue de la Vierge Noire, la rue de l'Évêque, la rue des Halles et la rue du Marché aux Poulets. Le bâtiment était principalement destiné à gérer un afflux de voitures avec les visiteurs de l'Expo 58, et il en a également tiré son nom.

## Histoire
En 1957, le bâtiment remplace le Palais d'été, l'aile nord des Halles centrales de Bruxelles. C'est Paul Vanden Boeynants, alors échevin des Travaux publics de la Ville de Bruxelles, qui fit démolir ce bâtiment pour y ériger un nouveau parc de stationnement, qui apporterait une réponse à l'augmentation du trafic automobile, principalement à l'occasion de l'exposition universelle. Le terrain, propriété de la Ville, a été loué à une société qui serait responsable de la construction et de l'exploitation ultérieure du bâtiment.
Après l'intermédiation du magnat de l'immobilier Charly De Pauw, la concession revient à Interparking, fondée par les frères De Clercq, qui en ont eu l'idée aux États-Unis. La conception est de l'architecte Pierre D'Haveloose et de l'ingénieur Abraham Lipski. Lipski, en particulier, a contribué à l'aspect fonctionnel de la conception, avec un grand parc de stationnement et un grand espace de manœuvre pour les voitures, grâce à l'utilisation inventive de poutres en acier permettant des portées allant jusqu'à 32 mètres. Les différents étages du bâtiment sont accessibles via une rampe hélicoïdale où deux voitures pouvaient se croiser, et offraient un espace pour 750 véhicules.
Au départ, le succès du Parking 58 était modeste : il y avait encore suffisamment de places de stationnement ailleurs, et l'afflux attendu de visiteurs de l'Expo au centre-ville ne s'est pas concrétisé. Après l'Exposition Universelle, il y avait donc un problème de surcapacité. D'Ieteren, importateur de véhicules Volkswagen en Belgique, y a stocké ses Coccinelles. Plus tard, une partie du bâtiment a été convertie en bureaux.
Le parc de stationnement a connu plus de succès au cours des décennies suivantes, car la demande d'espace de stationnement dans le centre de Bruxelles a augmenté et l'offre n'a pas été augmentée proportionnellement. Toute personne souhaitant garer sa voiture dans le centre-ville de Bruxelles à proximité de la place De Brouckère, du boulevard Anspach, de la rue Dansaert ou la place Sainte-Catherine, éventuellement pour une visite à un événement à La Monnaie ou à la salle de concert de l'Ancienne Belgique, avait encore souvent lieu au Parking 58. Le dernier étage du parking, sur le toit de l'immeuble, a également acquis une certaine notoriété. C'était un espace ouvert relativement grand dans le centre-ville, avec une belle vue panoramique sur les lignes de toit de tout le centre-ville. Des photographies ont été prises et filmées, et des événements tels que le Skybar58 ont même été décorés avec du gazon artificiel, des plantes et une tente, comme si l'espace de stationnement était un toit-terrasse. Le film Mortelle randonnée de Claude Miller de 1982 a fait s'effondrer Isabelle Adjani dans sa Citroën GS rouge après qu'ils ont traversé les vitres de l'un des niveaux inférieurs du parking durant la conduite.

## Fermeture du bâtiment
Le bâtiment a fermé le 1er août 2017. Il a été démoli pour faire place à Brucity, le nouveau centre administratif de la ville de Bruxelles, qui sera achevé par AG Real Estate en 2021. Après la démolition et lors des travaux de fouilles, recherches archéologiques menées en 2019, les murs de quais de la Senne couverte postérieurement et de nombreux ustensiles des XIVe et XVe siècles ont été découverts.